# Zalissea, Borșciv
Zalissea (în ucraineană Залісся) este o comună în raionul Borșciv, regiunea Ternopil, Ucraina, formată numai din satul de reședință.

## Demografie
Componența lingvistică a comunei Zalissea
     Ucraineană (99,25%)
     Alte limbi (0,64%)
Conform recensământului din 2001, majoritatea populației comunei Zalissea era vorbitoare de ucraineană (99,25%), existând în minoritate și vorbitori de alte limbi.